# Osmond Fisher
Osmond Fisher (Osmington, Dorset, 17 de novembro de 1817 — Huntingdon, Cambridgeshire, 12 de julho de 1914) foi um geólogo britânico. Foi um dos primeiros autores no ramo da geofísica.
Foi laureado com a medalha Murchison de 1893 e com a medalha Wollaston de 1913, ambas pela  Sociedade Geológica de Londres.

## Obras
- "The Physics of the Earth's Crust" (1881)